# جوشا کوهن
جوشا کوهن (به انگلیسی: Joshua Cohen) (متولد ۱۹۵۱) استاد فلسفه، علوم سیاسی و حقوق دانشگاه استنفورد و دانشگاه اپل است. او از فیلسوفان سیاسی معاصر و از شاگردان جان رالز است که دیدگاه‌های او در این حوزه مورد توجه هستند. کوهن استاد پیشین فلسفه و علوم سیاسی دانشگاه‌ام آی تی بوده است. او رئیس مرکز عدالت جهانی در دانشگاه استنفورد است. دربارهٔ دموکراسی، قواعد و بازی، فلسفه، سیاست و دموکراسی و نابرابری جدید از جمله آثار او هستند.